# Amerosporium atrum
Amerosporium atrum är en svampart som först beskrevs av Karl Wilhelm Gottlieb Leopold Fuckel, och fick sitt nu gällande namn av Franz Xaver von Höhnel 1915. Amerosporium atrum ingår i släktet Amerosporium och familjen Sclerotiniaceae.   Inga underarter finns listade i Catalogue of Life.